# Lophopanopeus leucomanus
Lophopanopeus leucomanus är en kräftdjursart som först beskrevs av William Neale Lockington 1876.  Lophopanopeus leucomanus ingår i släktet Lophopanopeus och familjen Panopeidae.

## Underarter
Arten delas in i följande underarter:
- L. l. leucomanus
- L. l. heathi